# Eressa
Eressa is een geslacht van vlinders van de familie spinneruilen (Erebidae).

## Soorten
- E. affinis Moore, 1877
- E. africana Hampson, 1914
- E. analis Aurivillius, 1925
- E. angustipenna Lucas
- E. annosa Walker
- E. aperiens Walker
- E. buddha Zerny, 1931
- E. catena Wileman, 1910
- E. confinis Walker, 1854
- E. dammermanni van Eecke, 1933
- E. deliana Roepke, 1935
- E. discinota Moore
- E. dohertyi Rothschild
- E. eressoides Hampson
- E. erythrosoma Hampson
- E. everetti Rothschild
- E. furva Hampson
- E. geographica Meyrick, 1886
- E. guttulata Stauder, 1915
- E. ichneumoniformis Rothschild
- E. javanica Obraztsov, 1954
- E. lepcha Moore
- E. lutulenta Snellen
- E. megalospila Turner, 1922
- E. megatorna Hampson
- E. microchilus Hampson
- E. multigutta Walker

- E. naclioides Felder, 1861
- E. nigra Hampson
- E. paurospila Turner, 1922
- E. pleurosticta Hampson, 1910
- E. quinquecincta Hampson
- E. robusta Holloway, 1976
- E. rubribasis Joannis, 1912
- E. semifusca Hampson
- E. sexpuncta Rothschild
- E. siamica Walker
- E. simplex Rothschild
- E. stenothyris Turner, 1933
- E. subaurata Walker
- E. syntomoides Rothschild
- E. vespa Hampson
- E. vespina Rothschild, 1912
- E. vespoides Rothschild
- E. xanthostacta Hampson
- E. ypleta Swinhoe